# St. Georg (Altentreptow)

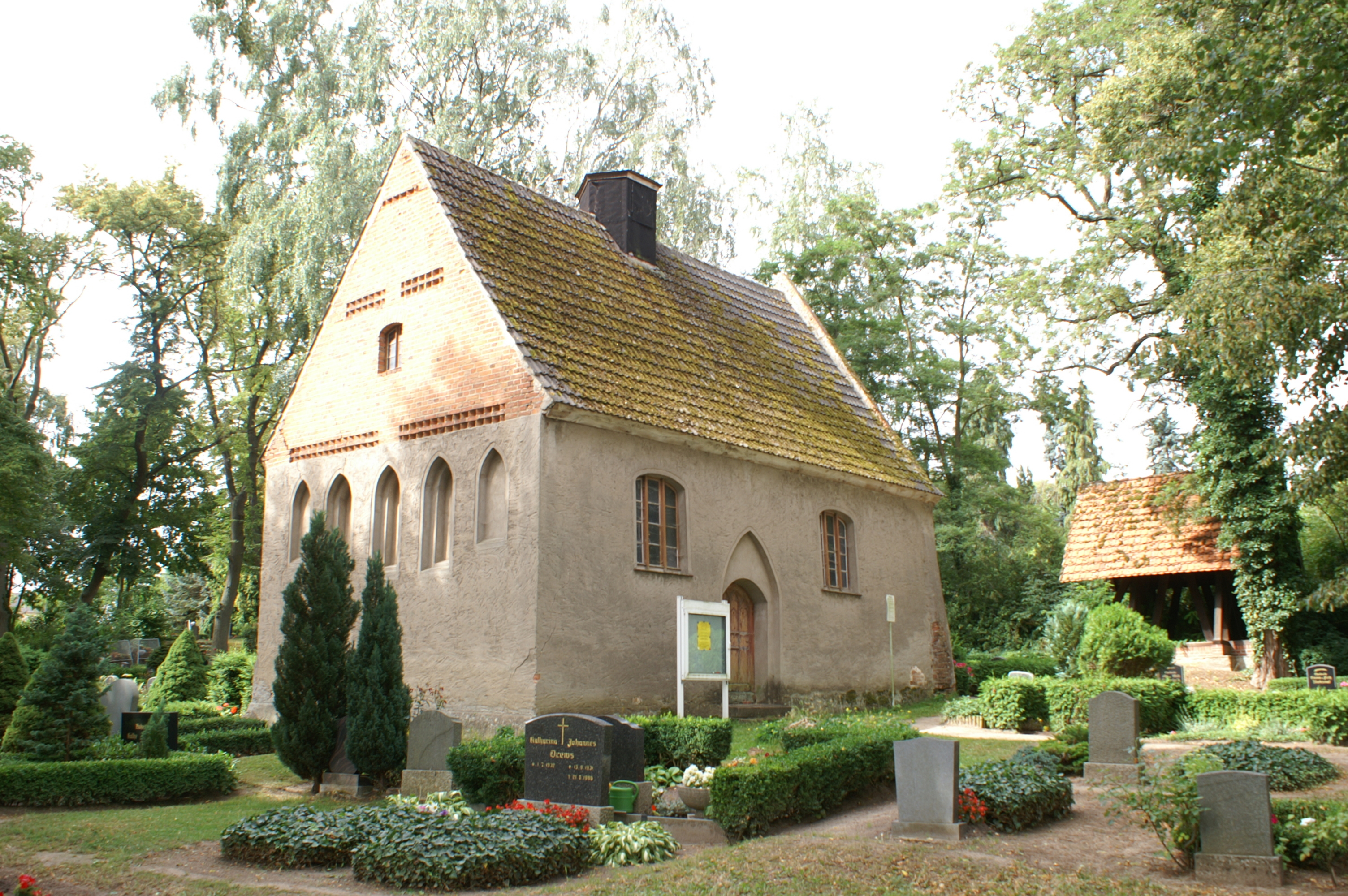
Altentreptow, Kapelle St. Georg

Die Kapelle St. Georg (historisch auch St. Jürgen-Kirche) ist ein spätgotischer Backsteinbau aus dem späten 15. Jahrhundert in Altentreptow in Vorpommern. Sie gehört zu den ältesten erhaltenen Hospitalkapellen im norddeutschen Raum und steht unter Denkmalschutz.

## Lage
Die Kapelle St. Georg liegt nördlich der mittelalterlichen Altstadt von Altentreptow an der Stralsunder Straße im Ortsteil St. Georg, auf dem Friedhof der Stadt. Sie lag im Mittelalter vor dem Demminer Tor an der wichtigen Handelsstraße nach Norden.

## Geschichte

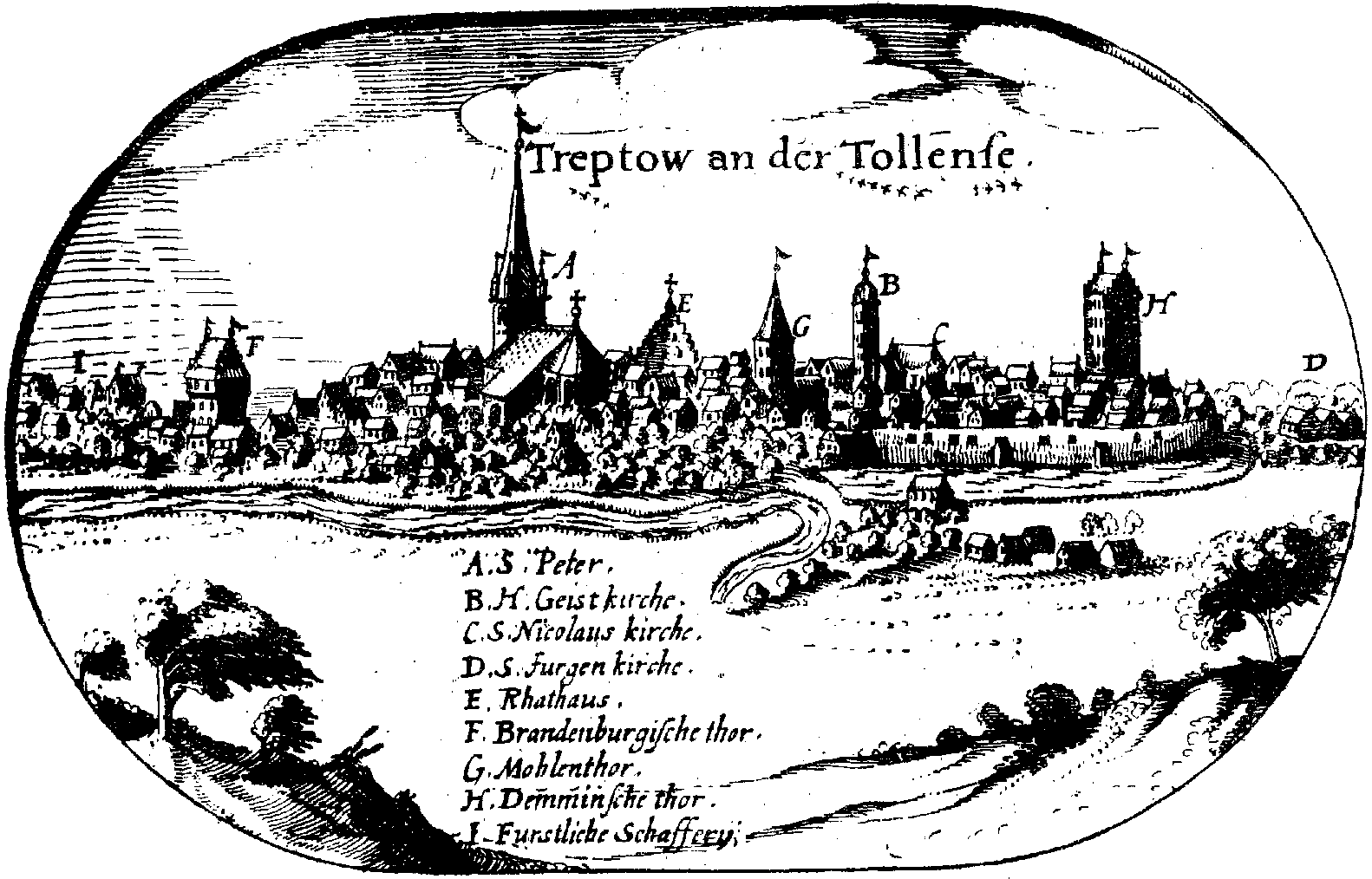
Treptow an der Tollense 1618, St. Jurgen kirche (D) ganz rechts

Von 1325 ist die älteste Erwähnung des Hospitals St. Jürgen in Treptow erhalten. Dieses war wahrscheinlich in dieser Zeit ein Leprosorium für Personen mit ansteckenden Krankheiten.
Über die Entwicklung in den nächsten Jahrhunderten gibt es kaum Informationen.
Spätestens seit 1748 wurde die Kapelle als Pfarrkirche für das Dorf St. Georg genutzt. 1882 wurde dieses in die Stadt Altentreptow eingemeindet. 1895 wurde diese offizielle Eigentümerin der Kapelle, der Kirchengemeinde wurde „ewiges Nutzungsrecht“ zugesichert. 1919 wollte sie die Stadt zur Friedhofskapelle umbauen, was am Einspruch der Kirchgemeinde scheiterte.
Ebenso wurde 1920 ein Kaufantrag der katholischen Kirchengemeinde abgelehnt.
Wahrscheinlich bis 1952 fanden dort Taufen, Eheschließungen und Beerdigungen statt. Am 30. Mai 1982 gab es den letzten Gottesdienst am Pfingstsonntag.
Die Bausubstanz war 1990 im Innenraum erheblich beschädigt. Die Orgel wurde deshalb um 2013 nach Stralsund gebracht, instand gesetzt und in einer dortigen Kirche wieder aufgebaut. 2014 erfolgte eine Notsicherung der Kapelle durch einen Holzbalken, nachdem deutliche Risse im Mauerwerk zu erkennen waren.
Im Ort gibt es Bestrebungen, das Gebäude entsprechend seiner historischen Bedeutung wieder fachgerecht instand zu setzen, allerdings bisher ohne konkrete Vereinbarungen.

## Gebäude
Die Kapelle ist ein kleiner rechteckiger Saalbau aus roten Backsteinen aus dem späten 15. Jahrhundert. Seit dem 18. Jahrhundert gab es einige kleinere bauliche Veränderungen.
Im Inneren befinden sich ein mittelalterliches Kruzifix, eine Westempore aus dem 18. Jahrhundert, sowie ein Kanzelaltar.